# Salmonidae
Ordre
Famille
Les Salmonidés (Salmonidae) sont une famille de poissons à nageoires rayonnées très prisés pour l'alimentation humaine et qui sont, de ce fait, largement pêchés à l'état sauvage ou élevés dans le cadre de la salmoniculture. Ils ont, pour cette même raison, été largement introduits dans de nombreux cours d'eau du monde. Leurs effectifs sont malgré tout en baisse et ils sont aujourd'hui menacés sur de vastes zones de leurs aires d'origine. 
Elle est l'unique famille de l'ordre des Salmoniformes. Elle comprend les saumons, les ombles, les ombres, les corégones et les truites, et tire son nom (ainsi que l'ordre des Salmoniformes) des saumons de l'Atlantique et des truites du genre Salmo.
Avec l'ordre proche des Esociformes (les brochets), les salmoniformes font partie du super-ordre des Protacanthopterygii.

## Description
Ce sont des poissons de taille moyenne à grosse (jusqu'à 1,50 m de long, voire 2 m), de forme allongée et facilement robuste, surtout les mâles reproducteurs (qui peuvent développer une bosse dorsale et une bouche allongée en bec courbe, notamment chez Oncorhynchus). Les écailles sont petites et cycloïdes. Les ouïes sont allongées vers l'arrière, détachées de l'isthme. Les trois vertèbres sont dirigées vers le haut, et il n'y a pas d'épine. Une nageoire adipeuse est présente.

## Liste des taxons inférieurs
Selon World Register of Marine Species (12 janvier 2016) :
- sous-famille Coregoninae Bonaparte, 1845
  - genre Coregonus Linnaeus, 1758 -- Corégone
  - genre Prosopium Jordan, 1878
  - genre Stenodus Richardson, 1836
- sous-famille Salmoninae Jarocki or Schinz, 1822
  - genre Brachymystax Günther, 1866
  - genre Hucho Günther, 1866 -- dont le huchon
  - genre Oncorhynchus Suckley, 1861 -- Saumons et truites du Pacifique
  - genre Parahucho Vladykov, 1963
  - genre Salmo Linnaeus, 1758 -- Saumons de l'Atlantique et truites ("atlantiques")
  - genre Salvelinus Richardson, 1836 -- Ombles et plusieurs truites
  - genre Salvethymus Chereshnev & Skopets, 1990
- sous-famille Thymallinae Gill, 1885
  - genre Thymallus Linck, 1790 -- dont l'ombre commun et l'ombre arctique

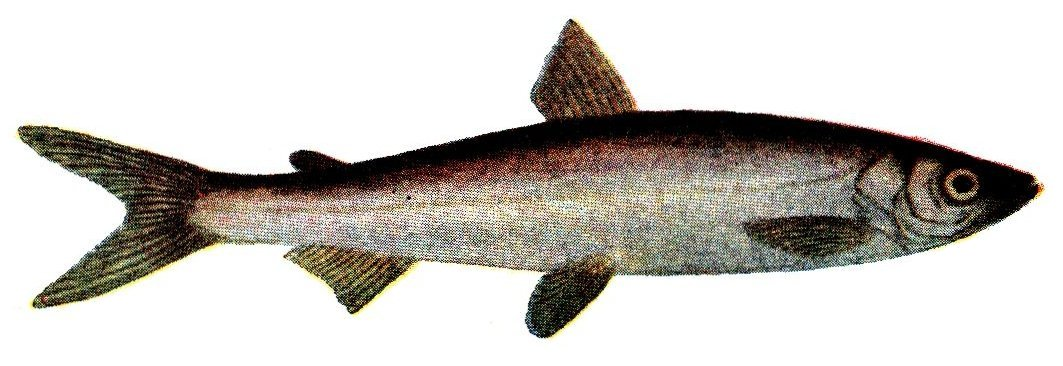
Coregonus albula
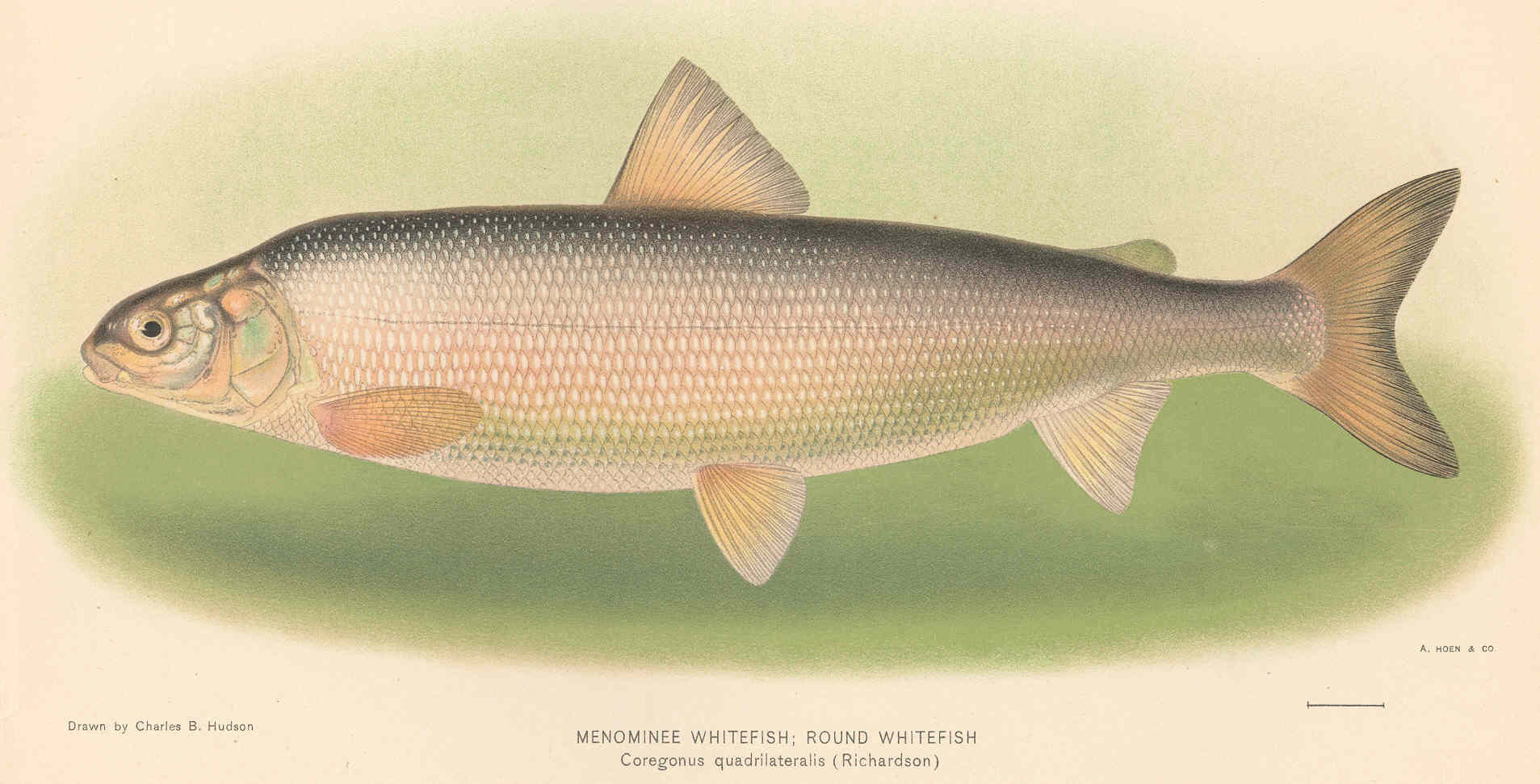
Prosopium cylindraceum
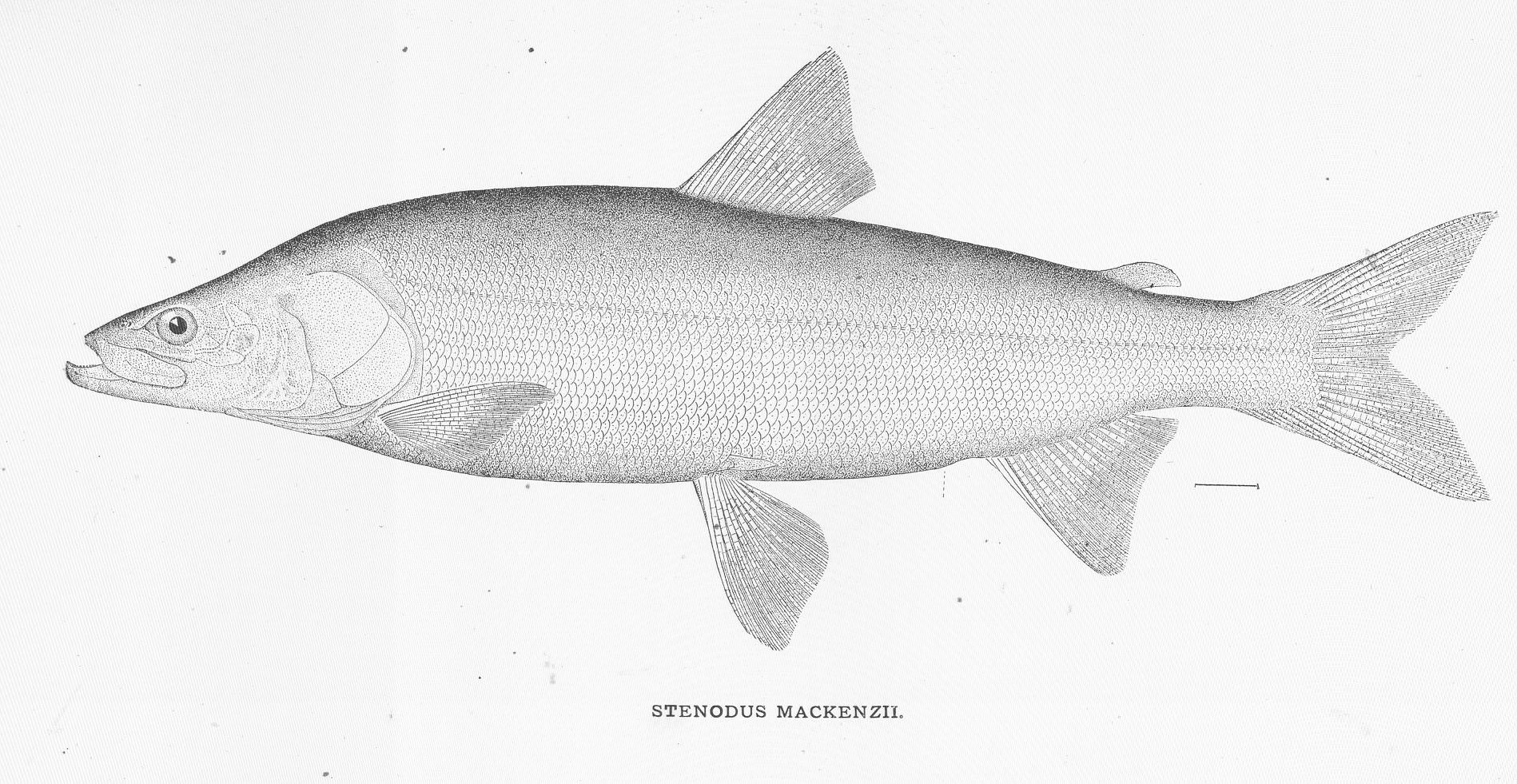
Stenodus leucichthys
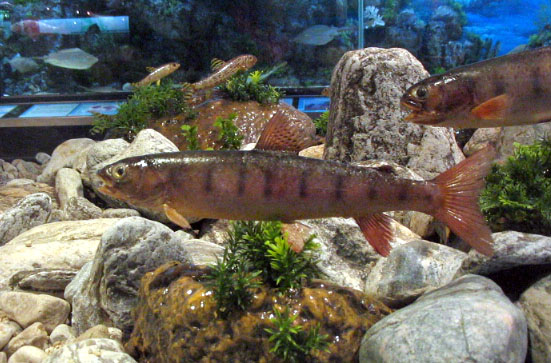
Brachymystax lenok
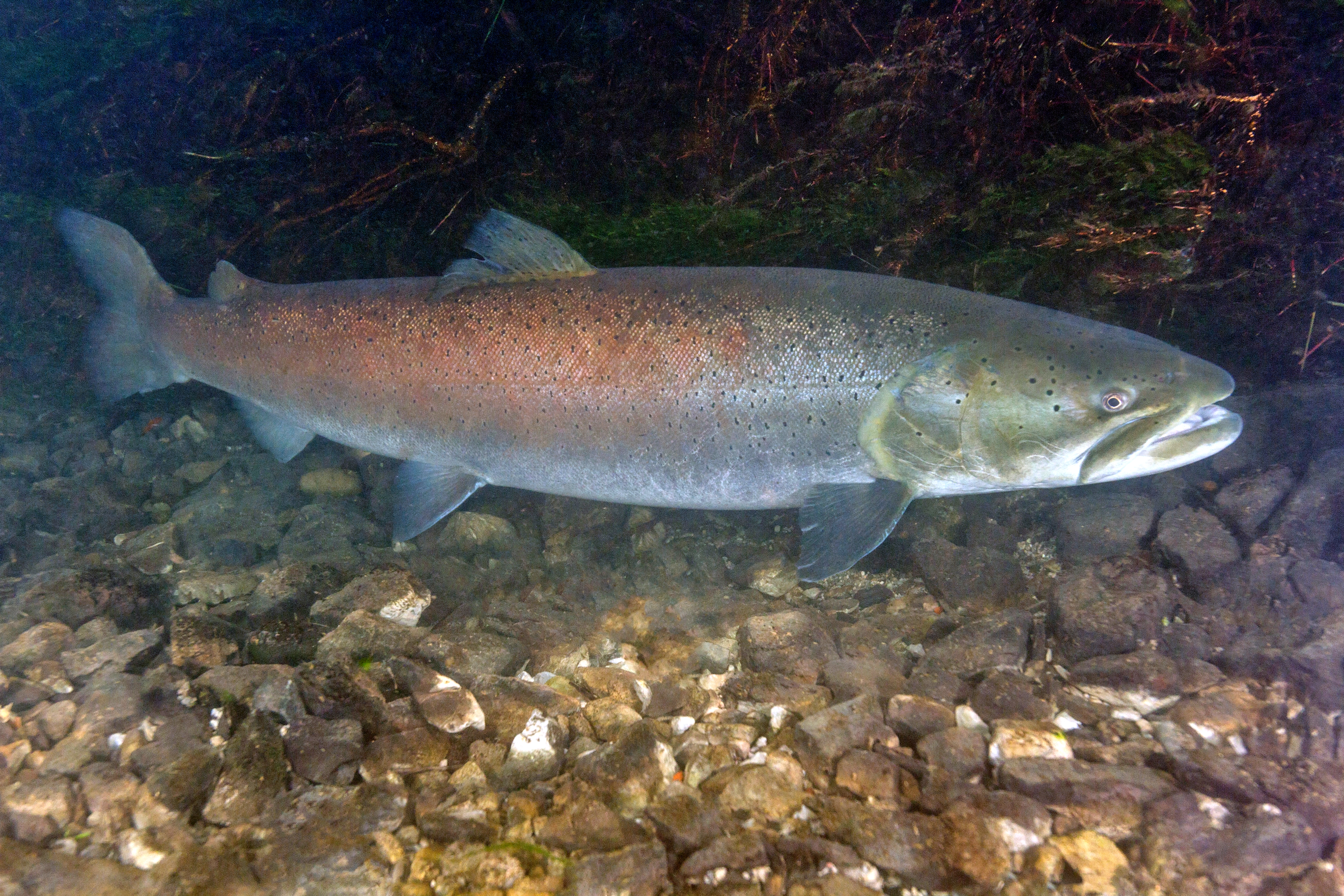
Hucho hucho
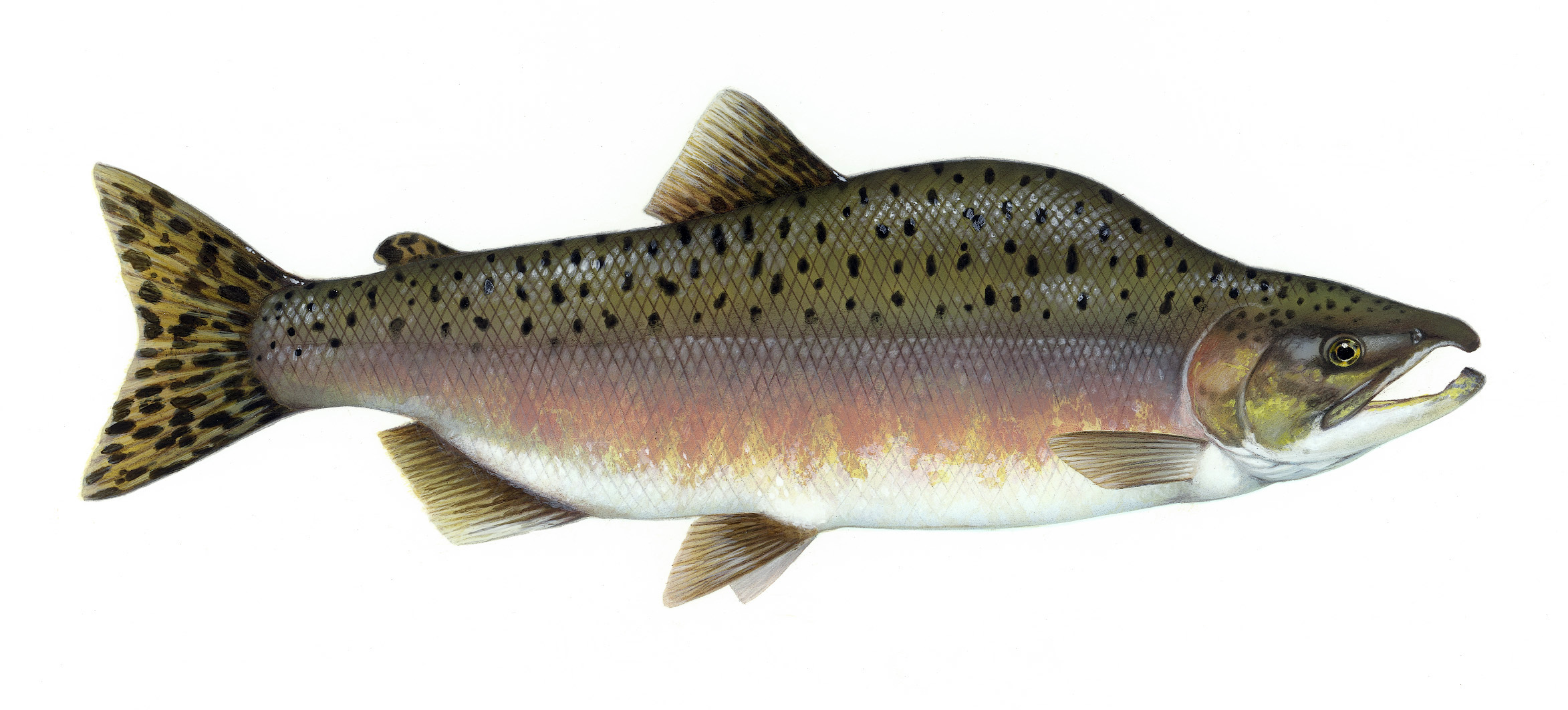
Oncorhynchus gorbuscha
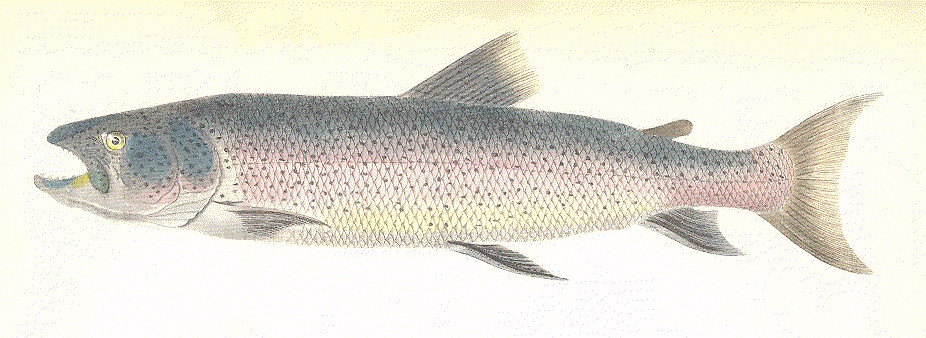
Parahucho perryi
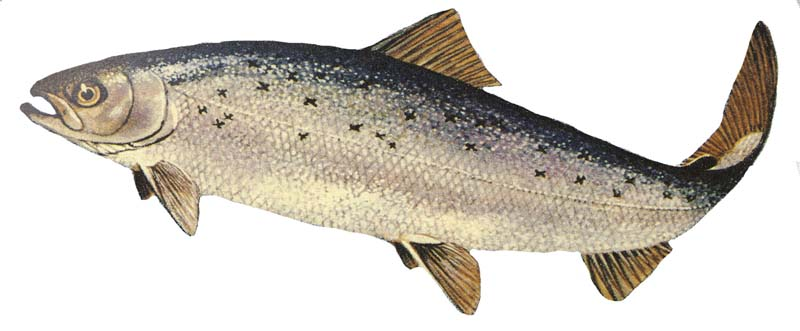
Salmo salar
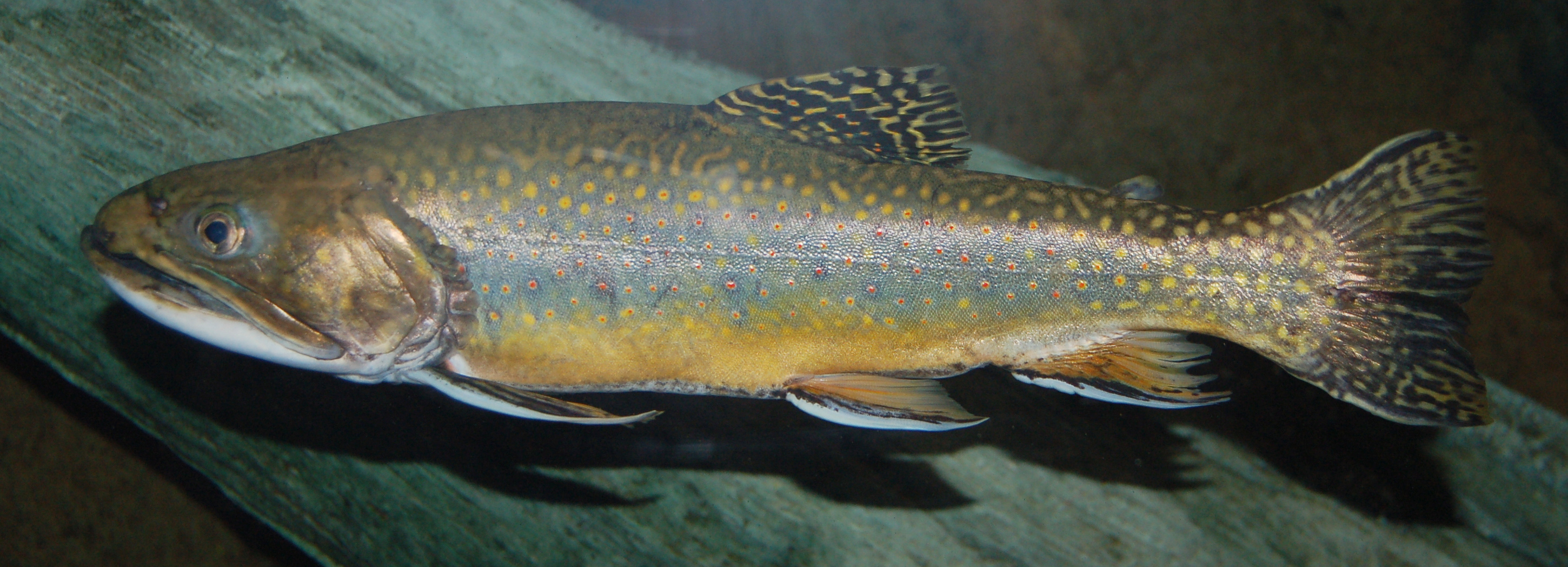
Salvelinus fontinalis
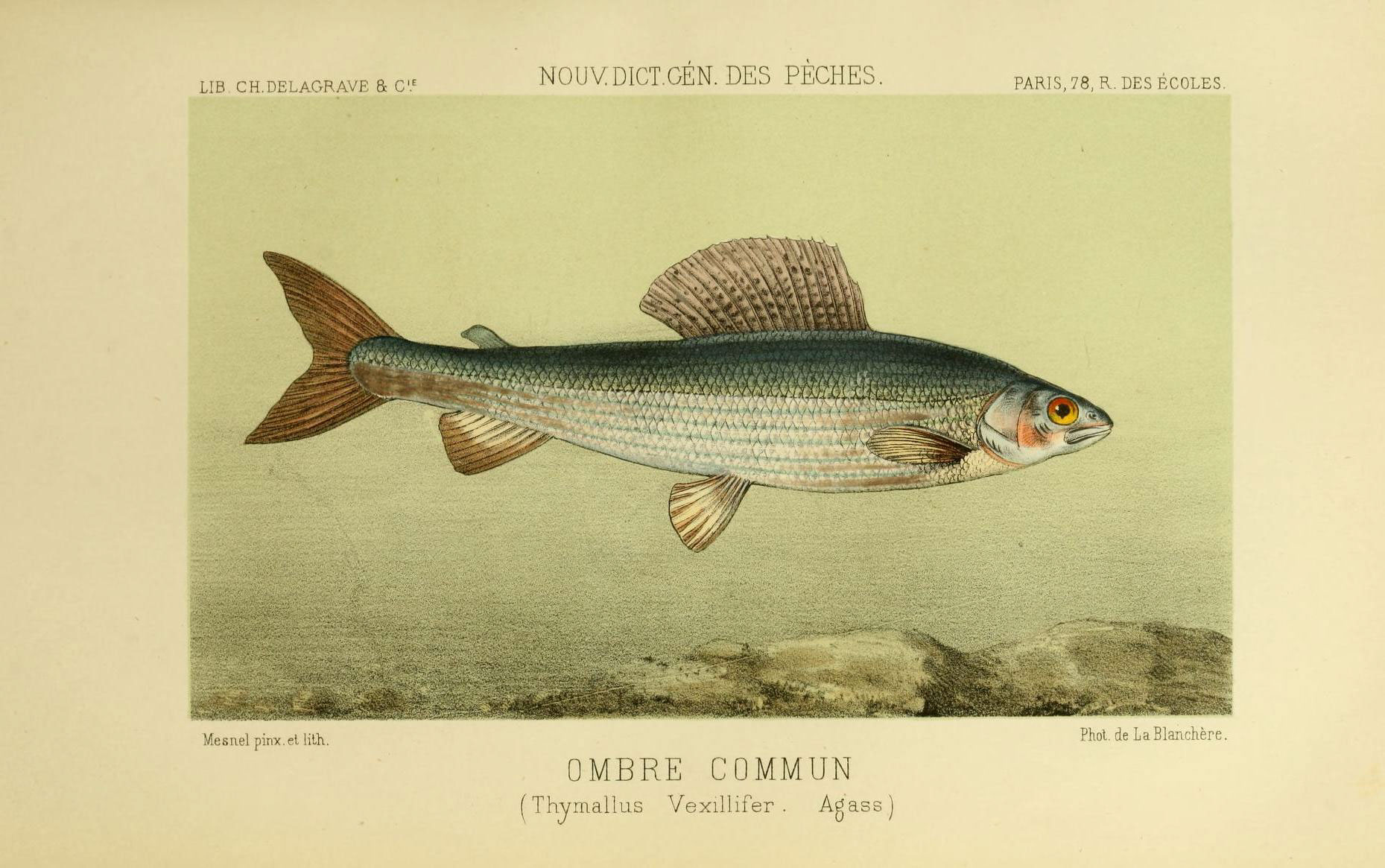
Thymallus thymallus

## Biologie
Ce sont essentiellement des poissons carnivores, parfois puissants et voraces.
Les salmonidés migrateurs sont dits « anadromes » : ils naissent dans des ruisseaux d'eau douce, puis vont vivre leur maturité dans la mer. Ils remontent ensuite les rivières pour aller pondre dans des torrents, où la plupart meurent d'épuisement. Ces espèces ont donc une phase critique dans leur cycle biologique, la « smoltification », qui est un processus métabolique leur permettant de s'adapter à l'eau de mer.

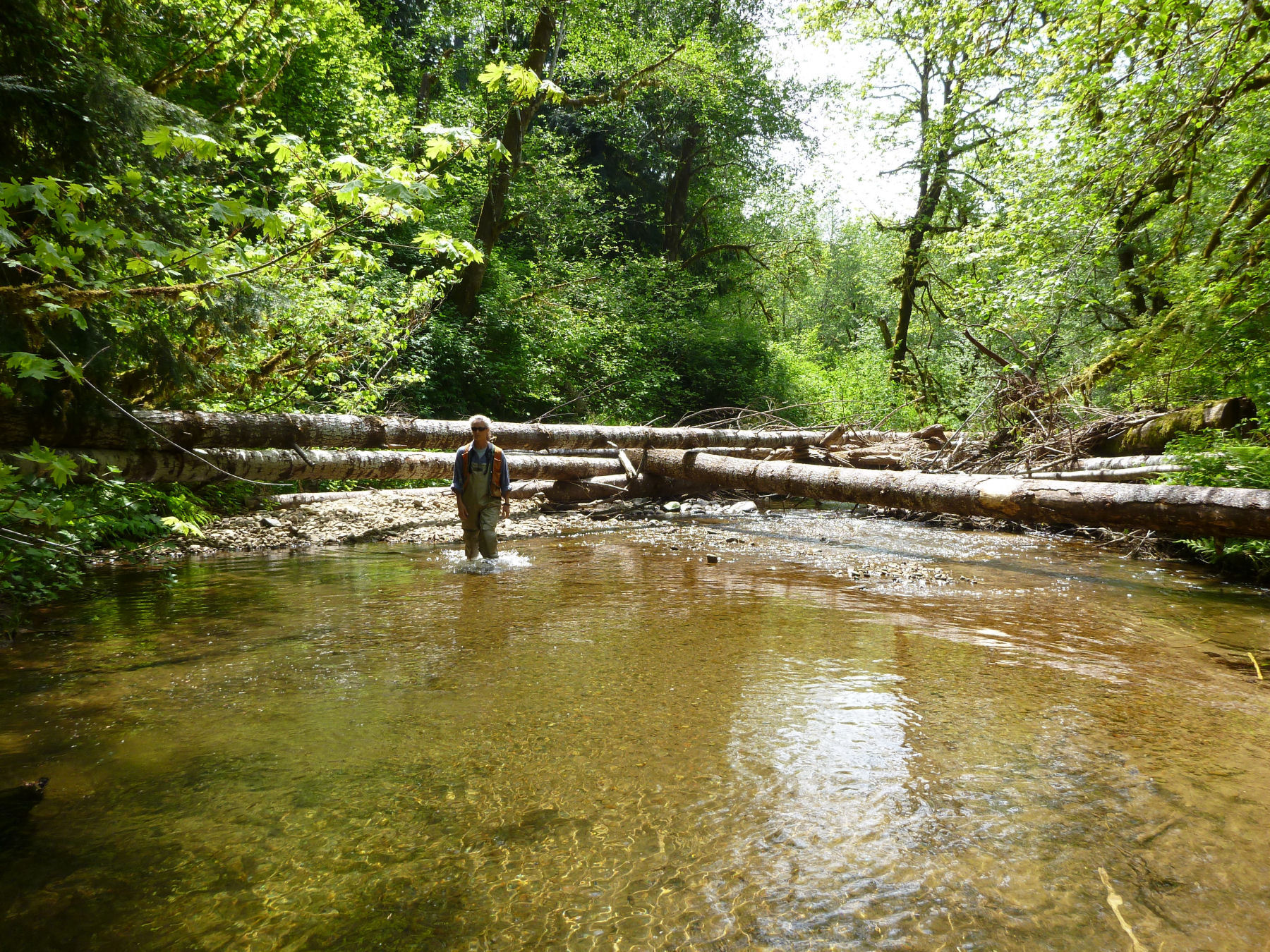
Avec la nation amérindienne Coquille, les gestionnaires locaux du bassin et l'entreprise qui exploite la forêt, le District de Coos Bay a restauré au sud de l'Oregon près de 30 miles de cours d'eau pour les saumons.
Ici des troncs d'arbres ont été positionnés pour résister au courant, et avec des barrages de blocs de roche conserveront plus d'eau en été. Ces aménagements doivent recomplexifier et restaurer l'habitat des salmonidés et d'autres organismes aquatiques

## État des populations, menaces et gestion halieutique
Les salmonidés étaient autrefois très communs dans une grande partie du monde. Bien qu'ils soient de plus en plus fréquents sur les étals de poissonniers grâce à l'aquaculture, les salmonidés sauvages sont en forte voie de régression sur une grande partie de leur aire de répartition, même là où les cours d'eau ne sont pas ou peu fragmentés par des barrages. Le changement climatique, des parasitoses anormalement élevées et les grands barrages sont souvent cités comme cause de régression, ainsi que l'agriculture intensive.
Les pesticides (dont beaucoup sont très toxiques pour les organismes aquatiques) et les nitrates et certains parasites (le pou du saumon pour les saumons) semblent en effet tout particulièrement en cause.
Un rapport d'expertise (avis de 3 417 pages) récent (2018) a été fourni à l'Agence américaine de protection de l'environnement par la NOAA Fisheries (Service national des pêches maritimes de l'Administration américaine), portant sur les effets connus des pesticides sur le saumon notamment dans le Pacifique Nord-Ouest et sur la côte Ouest des États-Unis. Selon ce travail les pesticides agricoles sont effectivement l'une des causes de disparition des salmonidés, en particulier trois matières actives très utilisées (chlorpyrifos, le malathion et le diazinon) qui affectent aussi indirectement les prédateurs marins des saumons (orques notamment). CropLife America (organisation commerciale nationale regroupant les fabricants, formulateurs et distributeurs de pesticides aux États-Unis) a annoncé qu'elle « examinait avec attention » l'opinion des biologistes, mais considère que cette expertise a été rendue trop rapidement pour permettre « un engagement approprié avec le public et les parties prenantes », estimant qu'elle pourrait même « créer des préoccupations exagérées et infondées concernant les espèces menacées et en voie de disparition ». Selon la NOAA Fisheries cet avis a été rendu à cette date à la demande d'un tribunal, mais plus de temps aurait permis de traiter "plusieurs problèmes techniques et méthodologiques" et d'engager un débat avec le public et les parties prenantes avant la publication finale comme cela était initialement prévu et recommandé par les National Academies of Sciences".
À la fin des années 1980 la pêche des grands salmonidés rapportait encore dans les États de l'Oregon, de Washington, de l'Idaho et de Californie du Nord 1,25 milliard de dollars par an, en entretenant plus de 62 000 selon Earthjustice ; la plupart de ces espèces font l'objet d'une pêche commerciale intense, et du fait de leur régression et/ou surexploitation plusieurs sont considérées comme en danger d'extinction par l'IUCN.
Les salmonidés sont les poissons recherchés préférentiellement par les pêcheurs à la mouche.